# Eleni Vetsera
Eleni von Vetsera (nascida Eleni Baltazzi) (Marselha, 1847 — Viena, 1 de fevereiro de 1925) foi a mãe de Maria Vetsera.

## Biografia
Eleni era filha do banqueiro grego Theodore Baltazzi e de sua esposa Despina Vukovitch. Ela foi considerada a mulher mais rica de Constantinopla quando casou-se, em 1864, com o Barão Albin Johannes von Vetsera (1825-1887), um diplomata austríaco. Seu irmão foi o cavaleiro Alexander Baltazzi.

## Descendentes
- Ladislaus "Lazi" de Vetsera (1865-1881)
- Johanna "Hanna" Condessa de Bylandt-Rheydt, Baronesa von Vetsera (1868-1901)[2]
- Maria "Mary" Alexandrine, Baronesa von Vetsera (1871-1889)
- Franz Albin "Feri" de Vetsera (1872-1915)

## Legado
No filme chamado Último Amor do Príncipe Herdeiro Rodolfo (2006) por Robert Dornhelm, Eleni Vetsera foi representada pela atriz Alexandra Vandernoot.